# Montes Jizera
Las montañas Jizera (en checo: Jizerské hory; en alemán: Isergebirge; en polaco: Góry Izerskie) son parte de los Sudetes en la frontera entre la República Checa y Polonia. En su mayor parte son de granito, con algunas áreas de basalto. Las montañas toman su nombre del río Jizera, que nace en la ladera sur de Smrk. 
El pico más alto es el Wysoka Kopa (1127 m s. n. m.), localizado en Polonia. Otros picos notables son Smrk (1124 m), que posee una torre de observación, Jizera (1122 m) y Stóg Izerski (1107 m).
Las condiciones meteorológicas se caracterizan por una precipitación pluvial anual por encima del promedio europeo. El 30 de julio de 1897, la estación climatológica en Nová Louka registró una precipitación diaria de 345,1 mm, que aún hoy es un récord europeo.

## Historia

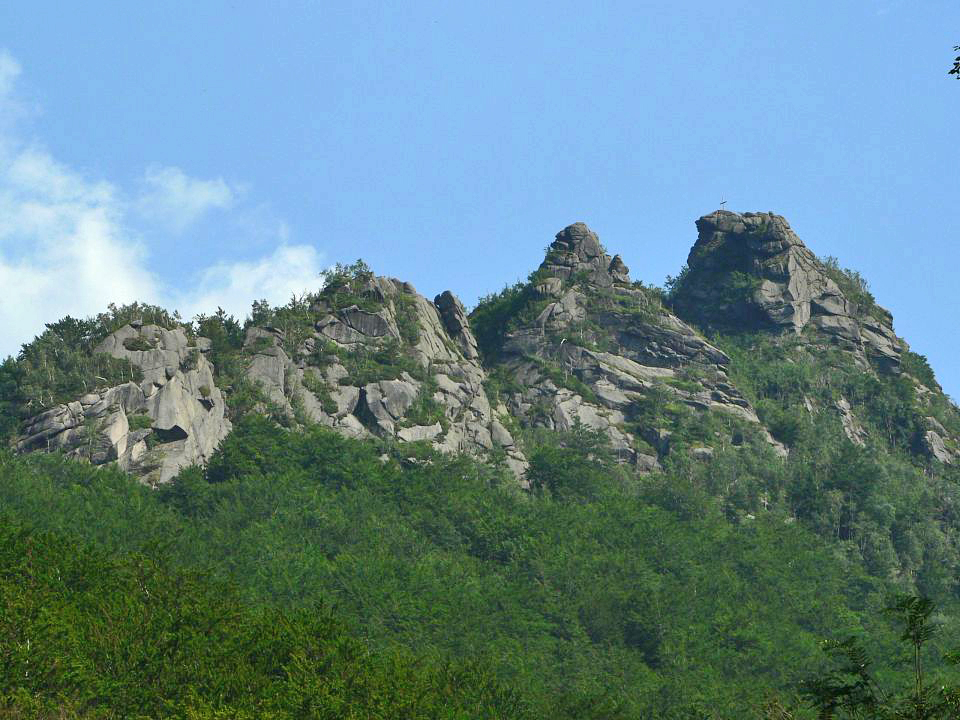
Frýdlantské cimbuří, una formación granítica sobre Bílý Potok.

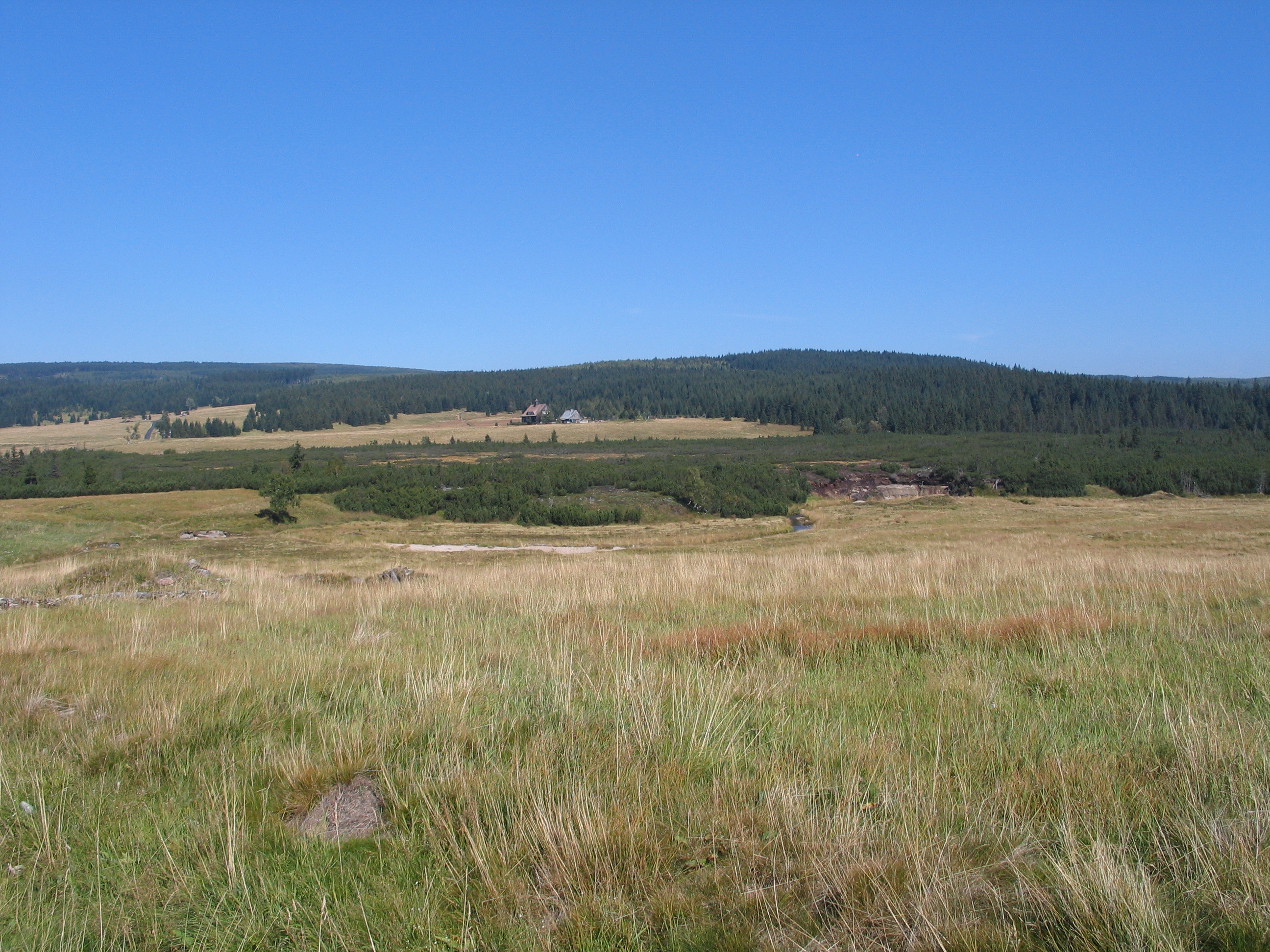
Hala Izerska.

Los primeros asentamientos en la zona se remontan a la prehistoria. Posteriormente, tribus celtas y germánicas se instalaron en los valles, que abandonaron en el siglo V, siendo posteriormente poblados por sorbios. En el siglo XIV, colonizadores alemanes llegaron y comenzaron a roturar los densos bosques primigenios. Se produjeron algunos asentamientos poblacionales permanentes. En el siglo XVI, se fundaron varios talleres de trabajo en vidrio. La industria del vidrio tuvo un profundo efecto sobre el ecosistema. El bosque virgen fue gradualmente reemplazado por monocultivos de abeto de rápido crecimiento. Otras industrias importantes incluía minas de estaño, metalurgia y textil.
En la segunda mitad del siglo XX, el ecosistema fue muy afectado por las emisiones producidas por la quema de lignito en las centrales eléctricas ubicadas en la cuenca de Zittau. Los bosques de abeto debilitados, atacados por varios tipos de parásitos, se encontraban próximos a extinguirse. La situación mejoró luego de la caída del régimen comunista en 1989. Se cerraron las minas de carbón a cielo abierto en la antigua Alemania del Este, así como varias de las grandes centrales eléctricas a carbón. También se instalaron filtros en las chimeneas de la gran central eléctrica de Turów en Bogatynia en el lado polaco del Neisse Lusacio.

## Turismo

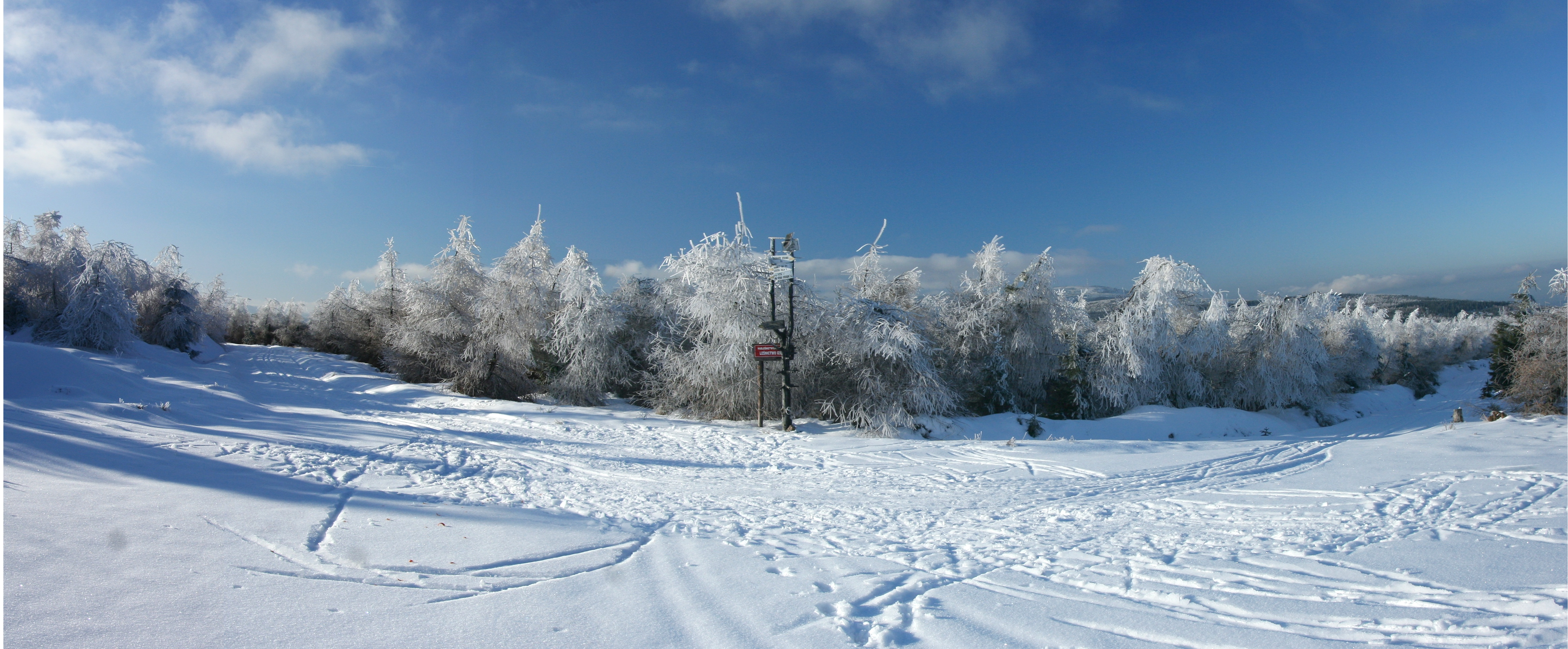
Rozdroże pod Kopą.

Las montañas Jizera son un destino atractivo para los deportes de invierno, el ciclismo y el senderismo. El centro invernal para la práctica tanto de esquí nórdico como alpino es Bedřichov. Las carreras internacionales de campo a través Jizerská 50 y Bieg Piastów (en Polana Jakuszycka) tienen lugar aquí. 
Los pueblos que rodean las montañas son: Liberec, Frýdlant v Čechách, Nové Město pod Smrkem, Świeradów Zdrój, Szklarska Poręba, Desná, Tanvald y Jablonec nad Nisou.